# Diabantia
Diabantia es un género de mantis (insecto del orden Mantodea) de la familia Thespidae. 

## Especies
Contiene las siguientes especie:
- Diabantia minima
- Diabantia perparva